# Liste der Naturdenkmale in Radibor
Die Liste der Naturdenkmale in Radibor nennt die Naturdenkmale in Radibor im sächsischen Landkreis Bautzen.

## Definition
„Naturdenkmäler sind rechtsverbindlich festgesetzte Einzelschöpfungen der Natur oder entsprechende Flächen bis zu fünf Hektar, deren besonderer Schutz erforderlich ist
1. aus wissenschaftlichen, naturgeschichtlichen oder landeskundlichen Gründen oder
2. wegen ihrer Seltenheit, Eigenart oder Schönheit.“

## Liste
Link zu einem Kartenansichtstool, um Koordinaten zu setzen.
| Bild            | Bezeichnung                             | Lage                                         | Beschreibung | Datum | Nummer |
| --------------- | --------------------------------------- | -------------------------------------------- | ------------ | ----- | ------ |
| BW              | Traubeneiche                            | Droben (51° 17′ 20,6″ N, 14° 25′ 58,8″ O)    |              |       | 260    |
| Fotos hochladen | Stieleiche östlich von Oppitz           | Lippitsch (51° 18′ 15,2″ N, 14° 25′ 33,7″ O) |              |       | 261    |
| BW              | Winterlinden vor dem Rittergut Milkwitz | Milkwitz (51° 13′ 48,6″ N, 14° 21′ 32,5″ O)  |              |       | 267    |
| BW              | Flugsanddünen "Hunnenhügel" Wessel      | Wessel (51° 19′ 37″ N, 14° 27′ 53,3″ O)      |              |       | BZ041  |
| BW              | Flugsanddünen "Hunnenhügel" Wessel      | Wessel (51° 19′ 41,4″ N, 14° 27′ 32,7″ O)    |              |       | BZ041  |
| BW              | Eichenhain Milkel                       | Milkel (51° 18′ 9,8″ N, 14° 27′ 46,1″ O)     |              |       | BZ042  |
| BW              | Ehemaliger Dioritbruch                  | Brohna (51° 15′ 47,4″ N, 14° 24′ 13,2″ O)    |              |       | BZ051  |
| BW              | Feuchtwiese Droben                      | Droben (51° 17′ 24,1″ N, 14° 26′ 10,2″ O)    |              |       | BZ071  |
| BW              | Hainbuchenwald Merka                    | Merka (51° 15′ 8,5″ N, 14° 26′ 38,8″ O)      |              |       | BZ077  |